# Љубомир Епитропов
Љубомир Епитропов (буг. Любомир Епитропов; Велико Трново, 27. април 1999) бугарски је пливач чија специјалност су трке прсним стилом. Вишеструки је национални првак и рекордер.

## Спортска каријера
Прво међународно такмичење на ком је Епитропов наступио је било европско јуниорско првенство у мађарском Ходмезевашархељу 2016, где је у све три појединачне трке прсним стилом остварио личне рекорде. Сличне резултате постигао је и годину дана касније на свом дебитантском анступу на светским јуниорским првенствима у америчком Индијанаполису.
Сениорску каријеру започиње учешћем на европском првенству у Глазгову 2018, а потом плива и на светском првенству у малим базенима које је у децембру исте године одржано у кинеском Хангџоуу.
На светским првенствима у великим базенима је дебитовао у корејском Квангџуу 2019, где је успео да постави нови национални рекорд у трци на 200 прсно (укупно 25. место). Четири дана раније, у квалификацијама трке на 100 прсно био је тек 40. у конкуренцији 87 пливача.
Од 2019. студира на Универзитету Источне Каролине.